# Armadillidium klugii
Espèce
Armadillidium klugii est une espèce de cloportes de la famille des Armadillidiidae.

## Description
Armadillidium klugii peut mesurer jusqu'à 21 mm de longueur et 9,3 mm de largeur. Ses plaques dorsales sont de couleur brun grisâtre et présentent trois rangées de points blancs. La rangée centrale devient jaune au fur et a mesure que le crustacé vieillit. Inoffensif pour l'homme, ses motifs sont similaires à ceux de l'araignée venimeuse méditerranéenne Latrodectus tredecimguttatus ce qui permet de dissuader ses prédateurs,. 
Également appelé « isopode clown » par les collectionneurs, il peut être vendu sous le nom d’Armadillidium klugii Montenegro.

## Répartition et habitat
Armadillidium klugii est originaire des Balkans, en Dalmatie. Il est présent en Croatie et au Monténégro où il arbore les côtes de la mer Adriatique. Plusieurs spécimens ont été observée en Albanie et en Grèce. On le trouve sous les pierres et dans les crevasses.

## Liste des variétés
Selon GBIF (14 avril 2025) :
- Armadillidium klugii var. klugii
- Armadillidium klugii var. saxorum Verhoeff, 1907

## Systématique
Le nom valide complet (avec auteur) de ce taxon est Armadillidium klugii Brandt, 1833,.
Armadillidium klugii a pour synonymes :
- Armadillidium albanicum Verhoeff, 1901
- Armadillidium cetinjense Strouhal, 1927
- Armadillidium inflatum Verhoeff, 1907
- Armadillo astriger Koch, 1841
- Armadillo guttatus C.Koch, 1841
- Armadillo pustulatus C.Koch, 1841

### Publication originale
- (la) Ioanne Friderico Brandt, « Conspectus Monographiae Crustaceorum Oniscodorum Latreilli », Bulletin de la Société impériale des naturalistes de Moscou, Moscou, vol. 6,‎ 1833, p. 171-193 (ISSN 0007-7682, lire en ligne, consulté le 14 avril 2025).